# LOVE FOREVER (フォーリーブスのアルバム)
『LOVE FOREVER』（ラブ・フォーエバー）は、日本のアイドル歌手・フォーリーブスが1978年5月1日にCBS・ソニーレコードから発売した5枚目のライブアルバムである。

## 概要
1978年2月11日の渋谷公会堂でのリサイタルを収録。

## 収録曲

### LP
Vol.1 A面
1. スター・ウォーズのテーマ
作曲：John Williams/作品コード:0S2-4056-4
2. SHE'S A LADY
作詞・作曲：Paul Anka/作品コード:0S0-3542-1
3. DON'T STOP - 江木俊夫
作詞・作曲：Christine McVie/作品コード:0D0-7746-6
4. I WOULDN'T WANT TO BE LIKE YOU - 江木俊夫
作詞・作曲：Parsons, Woolfson/作品コード:0I1-3854-4
5. メドレー （あんたのバラード ／ わかれうた ／ 襟裳岬） - 江木俊夫
あんたのバラード -作詞・作曲：世良公則／作品コード:001-8167-6
わかれうた -作詞・作曲：中島みゆき
襟裳岬 -作詞：岡本おさみ/作曲：吉田拓郎/作品コード:012-1217-6
6. 22才の別れ - 江木俊夫
作詞・作曲：伊勢正三/作品コード:063-1716-2
7. 帰り来ぬ青春 - 江木俊夫
作詞・作曲：Charles Aznavour/日本語詞：吉原幸子

Vol.1 B面
全て 青山孝 ソロ
1. オープニング・ピアノ （intermezzo）
作曲：B. アルブス
2. プロポーズ
作詞：うさみかつみ/作曲：青山孝/074-6517-3
3. メドレー （LET ME BE YOUR SUNSHINE ／ EVERYTHING IS SUPER NOW）
LET ME BE YOUR SUNSHINE -作詞：うさみかつみ/作曲：青山孝
EVERYTHING IS SUPER NOW -作詞・作曲：Paul Anka/作品コード:0E0-6525-9
4. メドレー （今はまぼろし ／ 酒と泪と男と女）
今はまぼろし -作詞：うさみかつみ/作曲：青山孝
酒と泪と男と女 -作詞・作曲：河島英五/作品コード:036-4922-9
5. SENTIMENTAL DANCING MELODY
作詞：うさみかつみ/作曲：青山孝/作品コード:191-0389-1
6. 世の中よ人生よ
作詞：小井戸秀宅、作曲：青山孝
7. 雨の蜃気楼
作詞：小林和子/作曲：青山孝/作品コード:001-8766-6

Vol.2 A面
1. YOU KEEP ME HANGING ON - 北公次
作詞・作曲：Holland, Dozier, Holland/作品コード:0Y0-0351-3
2. 安全カミソリ - 北公次
作詞・作曲：森田童子
3. 失われた殺人者 （告訴） - 北公次
作詞・作曲：M.サルドゥー/日本語詞：うさみかつみ
4. 不安の朝 - おりも政夫
作詞：水野礼子/作曲：東海林修/作品コード:074-5142-3
5. めぐり逢う時 - おりも政夫
作詞：伊藤アキラ/作曲：森田公一/作品コード:086-0970-5
6. 気になる女が止まり木で - おりも政夫
7. 乾杯グラス - おりも政夫
8. ふたりの問題 - おりも政夫

Vol.2 B面
1. アローン・アゲイン - おりも政夫
作詞・作曲：Gilbert O'Sullivan/日本語詞：山上路夫/作品コード:0A0-3693-9
2. 哀しみのソレアード - おりも政夫
作詞：Maurizio Seymandi/作曲：Antonio Zaccara da Teramo/日本語詞：杉山政美
3. ブルドッグ
4. いとしのエンジェル
作詞・作曲：Jimmy Duncan
5. 男と女の紙芝居・三幕
6. CRAZY HORSE
作詞・作曲：The Osmonds

### CD
Disc1
1. スター・ウォーズのテーマ
2. SHE'S A LADY
3. DON'T STOP
4. I WOULDN'T WANT TO BE LIKE YOU
5. メドレー （あんたのバラード ／ わかれうた ／ 襟裳岬）
6. 22才の別れ
7. 帰り来ぬ青春
8. オープニング・ピアノ （intermezzo）
9. プロポーズ
10. メドレー （LET ME BE YOUR SUNSHINE ／ EVERYTHING IS SUPER NOW）
11. メドレー （今はまぼろし ／ 酒と泪と男と女）
12. SENTIMENTAL DANCING MELODY
13. 世の中よ人生よ
14. 雨の蜃気楼

Disc2
1. YOU KEEP ME HANGING ON
2. 安全カミソリ - 北公次
3. 失われた殺人者 （告訴）
4. 不安の朝
5. めぐり逢う時
6. 気になる女が止まり木で
7. 乾杯グラス
8. ふたりの問題
9. アローン・アゲイン
10. 哀しみのソレアード
11. ブルドッグ
12. いとしのエンジェル
13. 男と女の紙芝居・三幕
14. CRAZY HORSE

## コンサート日程
- コンサート『フォーリーブス ライブ オン ステージ あなたの青春の思い出のすべてを』について記述。

|        | 開催日時 | 開演時間 | 会場                     |
| 1978年 | 1978年   | 1978年   | 1978年                   |
| ------ | -------- | -------- | ------------------------ |
| 1      | 2月011日 | 不明     | 渋谷公会堂               |
| 2      | 2月12日  | 12:00    | 大阪フェスティバルホール |
| 2      | 2月12日  | 15:30    | 大阪フェスティバルホール |